# 圖古德山
圖古德山（英語：Mount Toogood），是南極洲的山峰，位於維多利亞地的彭內爾海岸，屬於烏薩爾普山脈的一部分，海拔高度2,100米，美國地質調查局根據測量和美國海軍拍攝的空中照片繪入地圖，現時由南極條約體系管理。